# جوزپه لانچی
جوزپه لانچی (ایتالیایی: Giuseppe Lanci؛ زادهٔ ۱ مه ۱۹۴۲) فیلم‌بردار اهل ایتالیا است.

## گزیدهٔ فیلم‌شناسی
- تو می‌خندی (۱۹۹۸)
- خویشاوندی‌های اختیاری (۱۹۹۶)
- دوستان صمیمی (۱۹۹۲)
- خورشید در شب (۱۹۹۰)
- ترس و عشق (۱۹۸۸)
- صبح بخیر، بابل (۱۹۸۷)
- زن ونیزی (۱۹۸۶)
- شیطان در بدن (۱۹۸۶)
- نوستالژیا (۱۹۸۳)